# 大純情くん
『大純情くん』（だいじゅんじょうくん）は、松本零士による日本の漫画作品。『男おいどん』のような四畳半モノと、SF路線の共存した世界を描いている。
講談社「週刊少年マガジン」1977年5・6合併号にパイロット版読みきり『能力調査員』が掲載された後、同年9号から41号にかけて連載された。

## あらすじ
苦学生の物野けじめは、四畳半に住む貧しい少年。ある日、島岡さんという謎の女と出会う。島岡さんは同じアパートに住む住人らしいのだが、彼女の部屋の扉は朝になると消えている。彼女からもらった『古代催眠術大事典』という本が、けじめの枕頭の書となる。

## 登場人物
物野けじめ
バイトしながら生計を立てる中学生。実際に学校に通うシーンは少ない。
近藤
金持ちの息子。けじめと親友になる。
下宿のおばさん
近藤に顔が似ている。
島岡さん
謎の女。
大岩一郎
『情けは人のためならず』に登場した、機械化参謀本部のエージェントWX77788号。けじめの深層意識から島岡の正体を探ろうとしたが果たせず（そもそもけじめ自身が何も知らない）、目付役に消される。

## 古代催眠術大事典の言葉
（偉人の箴言を引用した形式だが、全て松本の創作）
- できると信じていることはときとしてできることがある　できないと信じていることは絶対にできはしない（ナピカ・マナムーメ）
- サナギをみにくいとあざけりわらう者はサナギからうまれでる蝶の姿を知らない（カーリー・インダス昆虫伝第12章）
- だれにも手出しのできないところがこの世にはひとつだけある　それは人の心のなかだ　そこはその心の持ち主の自由の天地だ（ヘルマン・ヘッケラー／自由詩人／1774）
- たのしみながら生きよ　かなしみながら生きるよりそのすぎゆくときはさいわいなり（趣味大典236章）
- 悔しさが男を作る　悲しさが男を作る　みじめさが男を作る　復讐心が偉大な男を作り上げる　強大な敵がお前を真の男に作り上げる（三葉機と共に散った大ドイツ帝国不滅の飛行軍人　マンフレッド・フライヘル・フォン・リヒトホーフェン）
- 眠れる豚は星を見ない（東部戦線に散った女狙撃兵 マリュートカ）
- 怒るべきときに怒らないのは真のバカである　私は怒れる人間になりたい（ルードヴィッヒ・ヴァン・ベートーベン）
- 時の輪の接するところで会いましょう（島岡さんの別れの言葉が、なぜか本に載っている）
- 打算とも報酬とも無縁なもの　それを友情と呼ぶ (スパルタの勇士 スオルダス･ザイタニス)